# Герб на Нидерландия
Гербът на Нидерландия е личният герб на монарха на Кралство Нидерландия. Настоящите компоненти на герба са регулирани от кралица Вилхелмина с кралски декрет на 10 юли 1907 г. и официално утвърдени от кралица Юлиана на 23 април 1980 г.
Щитът на герба е увенчан с нидерландската кралска корона поддържана от два лъва, стоящи върху син свитък с текста „Je Maintiendrai“.